# 드로마에오사우리푸스
드로마에오사우리푸스(Dromaeosauripus)는 드로마에오사우루스류의 발자국 화석이다.

## 종
- 미국 콜로라도주 다코타 층에서 발견된 종류[1]
- 드로마에오사우리푸스 함안엔시스(D. hamanensis) : 대한민국 경상남도 남해군 창선면의 함안층에서 발굴된 육식공룡의 발자국 화석이다. 두 개의 발자국만 찍힌 특이한 형태로, 길이는 15.5cm, 폭은 8.4cm, 보폭은 204cm가량 된다.[2][3]